# Bezirk Sanok
Bezirk Sanok – dawny powiat (Bezirk) kraju koronnego Królestwo Galicji i Lodomerii, funkcjonujący w latach 1854–1867. Siedzibą starostwa było miasto Sanok.

## Historia
Bezirk Sanok utworzono w ramach reformy uwłaszczeniowej z okresu Wiosny Ludów (1848–1849), która likwidowała jurysdykcję właściciela ziemskiego nad poddanymi. W Galicji, dominium – jako podstawowa jednostka administracyjna i filar systemu feudalnego straciło rację bytu. Konieczne stało się zatem wprowadzenie nowego systemu administracyjnego, którego zręby powstały w latach 1851–1855. Nowy trójstopniowy podział administracyjny objął 21 cyrkułów (niem. Kreise), 179 małych powiatów (niem. Bezirke) i ponad 6000 gmin (niem. Gemeinde). 
Bezirk Sanok objął obszar o wielkości 5,6 mil², zamieszkany był przez 27.481 ludzi i podzielony na 48 gmin katastralnych, w tym jedno miasto (Sanok) i cztery miasteczka (Jaćmierz, Mrzygłód, Tyrawa Wołoska i Zarszyn). Wszedł w skład cyrkułu sanockiego, jako jeden z jego jedenastu powiatów.
Po nadaniu Galicji autonomii oraz powołaniu samorządu gminnego i powiatowego w 1865 zlikwidowano cyrkuły (Kreise). Dotychczasowe małe powiaty (Bezirke) w liczbie 179, utrzymały się do 1867 roku, kiedy to w następstwie kolejnej reformy administracyjnej (23 stycznia 1867) zostały zastąpione przez 74 większych powiatów. Obszar zniesionego Bezirk Sanok wszedł wtedy w całości w skład nowego powiatu sanockiego. 23 wrześńia 1909 gminę Posada Sanocka włączono do miasta Sanoka.

## Podział administracyjny (1854)
| Lp. | Gmina jednostkowa      | Powierzchnia | Ludność | Powiat w 1867 po zniesieniu |
| --- | ---------------------- | ------------ | ------- | --------------------------- |
| 1   | Pobiedno               | 969          | 413     | sanocki                     |
| 2   | Pielnia                | 2034         | 568     | sanocki                     |
| 3   | Jędruszkowce           | 444          | 329     | sanocki                     |
| 4   | Markowce               | 306          | 117     | sanocki                     |
| 5   | Dudyńce                | 646          | 283     | sanocki                     |
| 6   | Prusiek                | 863          | 579     | sanocki                     |
| 7   | Płowce                 | 523          | 117     | sanocki                     |
| 8   | Pisarowce              | 811          | 495     | sanocki                     |
| 9   | Nowosielce-Gniewosz    | 1620         | 1036    | sanocki                     |
| 10  | Sanok (M)              | 1040         | 2274    | sanocki                     |
| 11  | Dąbrówka Polska        | 302          | 199     | sanocki                     |
| 12  | Dąbrówka Ruska         | 623          | 435     | sanocki                     |
| 13  | Sanoczek               | 944          | 382     | sanocki                     |
| 14  | Posada Sanocka         | 597          | 819     | sanocki                     |
| 15  | Stróże Małe            | 655          | 268     | sanocki                     |
| 16  | Stróże Wielkie         | 635          | 227     | sanocki                     |
| 17  | Olchowce               | 2094         | 696     | sanocki                     |
| 18  | Posada Olchowska       | 771          | 924     | sanocki                     |
| 19  | Zahutyń                | 1460         | 470     | sanocki                     |
| 20  | Trepcza                | 1470         | 681     | sanocki                     |
| 21  | Zabłotce               | 188          | 161     | sanocki                     |
| 22  | Kostarowce             | 1166         | 803     | sanocki                     |
| 23  | Czerteż                | 494          | 381     | sanocki                     |
| 24  | Strachocina            | 1231         | 664     | sanocki                     |
| 25  | Jurowce z Popielami    | 681          | 172     | sanocki                     |
| 26  | Raczkowa               | 736          | 292     | sanocki                     |
| 27  | Srogów Górny           | 735          | 422     | sanocki                     |
| 28  | Pakoszówka             | 1581         | 535     | sanocki                     |
| 29  | Lalin                  | 928          | 580     | sanocki                     |
| 30  | Srogów Dolny           | 429          | 234     | sanocki                     |
| 31  | Falejówka              | 1747         | 445     | sanocki                     |
| 32  | Mrzygłód (m)           | 1118         | 528     | sanocki                     |
| 33  | Dębna                  | 887          | 323     | sanocki                     |
| 34  | Międzybrodzie          | 1112         | 345     | sanocki                     |
| 35  | Tyrawa Solna           | 3929         | 854     | sanocki                     |
| 36  | Odrzechowa z Urbanówką | 5320         | 1861    | sanocki                     |
| 37  | Zarszyn (m)            | 1802         | 885     | sanocki                     |
| 38  | Posada Zarszyńska      | 912          | 522     | sanocki                     |
| 39  | Długie                 | 1213         | 813     | sanocki                     |
| 40  | Bażanówka              | 790          | 625     | sanocki                     |
| 41  | Jaćmierz (m)           | 1018         | 725     | sanocki                     |
| 42  | Posada Jaćmierska      | 1067         | 938     | sanocki                     |
| 43  | Liszna                 | 863          | 407     | sanocki                     |
| 44  | Siemuszowa             | 1109         | 686     | sanocki                     |
| 45  | Wola Krecowska         | 451          | 198     | sanocki                     |
| 46  | Hołuczków              | 1145         | 381     | sanocki                     |
| 47  | Tyrawa Wołoska (m)     | 1888         | 930     | sanocki                     |
| 48  | Rakowa                 | 1553         | 459     | sanocki                     |

Objaśnienie:
(M) = miasto; (m) = miasteczko